# مصطفى الموسوي
مصطفى الموسوي لاعب كرة قدم سعودي يلعب في خط الهجوم في نادي النعيرية.

## مسيرة اللاعب
كانت بداياته مع نادي الخليج في المراحل السنية وانتقل إلى النادي الأهلي في عام 2013 وبعد صعوده إلى الفريق الأول أعير إلى نادي الخليج في عام 2016 و استمر معهم و بعدها لعب مع نادي الصفا ونادي البكيرية ونادي الترجي ونادي الطرف ونادي النعيرية.

## وصلات خارجية
- مصطفى الموسوي على موقع Soccerway.com (الإنجليزية)